# Martín Rojas de Portalrubio
Martín Rojas de Portalrubio (* um 1512 in Toledo; † 18. März 1577 in Rom) war ein spanischer Geistlicher, Konventualkaplan und Vizekanzler des Malteserordens sowie Bischof von Malta.

## Leben
Er stammte aus Portalruvio (heute zu Toledo gehörend) in Spanien. Martín Rojas de Portalrubio war Doktor der Rechte und Priester, er wurde Konventualkaplan des Johanniterordens auf Malta. Als Vizekanzler des Ordens vertrat er diesen 1562–1563 in der dritten Session des Konzils von Trient.
Papst Gregor XIII. ernannte ihn am 5. November 1572 zum Bischof von Malta und spendete ihm die Bischofsweihe. Am 20. März 1573 wurde Martín Rojas de Portalrubio zudem zum Inquisitor in Malta ernannt. Der Orden unternahm jedoch alles in seiner Macht stehende, um ihn aus dieser Position abberufen zu lassen, und hatte damit Mitte 1574 Erfolg, die Ernennung wurde zurückgezogen. Er blieb zwar Bischof von Malta, verließ jedoch die Insel 1576 und starb im folgenden Jahr in Rom.